# Ідизи

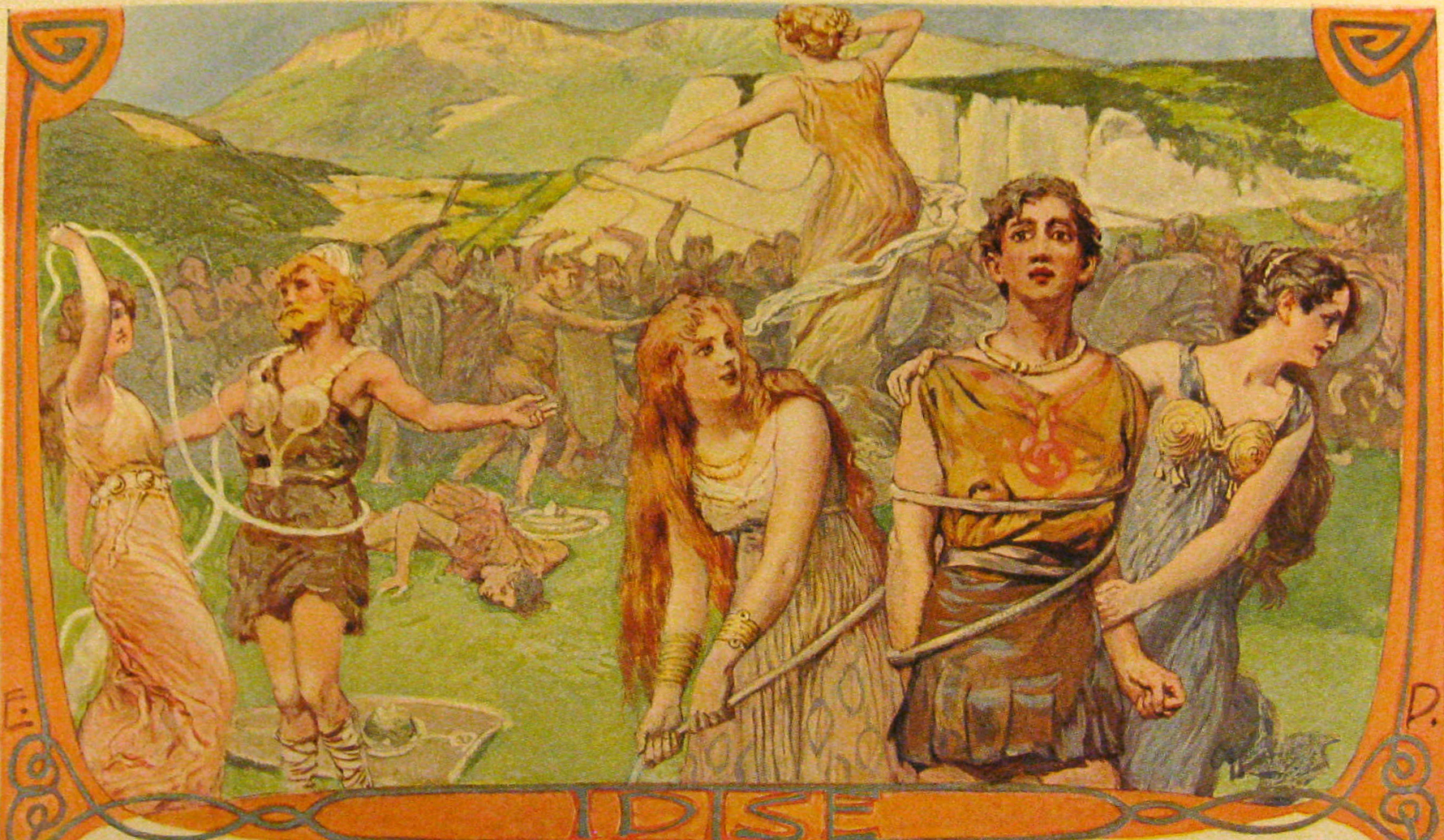
Ідизи

Ідизи (сакс. idisi), у скандинавській літературі — диси (Dîsin) — у германо-скандинавській міфології істоти, божественні діви, які з'являються то у вигляді духів-охоронців, то у вигляді ворожих сил.
До них належать також й норни з валькіріями; в поетичному викладі Євангелія Отфрідом і Діву Марію названо «Itis». У мерзебурзьких замовляннях їм приписується сила затримувати війська, окутувати путами недругів та їх вождів та вирішувати долю битви. Їм приносилися жертви на горах. Їхні імена утворюють багато скандинавських імен, наприклад, Freydîs, Thôrdîs, Asdîs тощо.